# Haplochytis
Haplochytis é um gênero de mariposa pertencente à família Crambidae.